# Ибарский мост
И́барский мост (серб. Мост на Ибру, алб. Ura e Ibrit), также Новый мост (серб. Нови мост, алб. Ura e Re), Митровицкий мост (серб. Митровачки мост, алб. Ura e Mitrovicës), часто именуемый описательно как мост в Косовска-Митровице или мост через Ибар — автомобильно-пешеходный мост в городе Косовска-Митровица. Основной путепровод, соединяющий две части города: северную сербскую и южную албанскую. Построен французским контингентом КФОР в 2005 на месте старого.

## Географическое положение
Находится в створе бульвара Царя Душана на севере и улицы Царицы Тевты (алб. Rruga Mbretresha Teutë) на юге.
Это главный из четырёх существующих в городе мостов через Ибар. Помимо него существует ещё один автомобильно-пешеходный мост восточнее от главного, железнодорожный мост и небольшой пешеходный мостик в районе парка западнее Ибарского моста.

## Название
Мост не имеет официального названия. Согласно ряду источников, первоначально его хотели назвать мостом Дружбы, однако отказались от этого решения ввиду явного несоответствия действительности, а новое название так и не было предложено.

## Мост в косовском конфликте
Река Ибар разделяет Косовска-Митровицу на две неравные части, из которых меньшая северная преимущественно населена сербами, а в южной проживают албанцы. С этим связана особая значимость мостов через Ибар, особенно Нового моста, в свете межнациональной напряжённости в крае. Ибарский мост служит фактической границей между Сербией и частично признанной Республикой Косово.